# Stanmore
Stanmore – przedmieście Londynu, znajdujące się w obrębie gminy London Borough of Harrow, w granicach Wielkiego Londynu. Stanmore jest wymienione w Domesday Book (1086) jako Stanmera/Stanmere.